# Eridontomerus cyaneus
Eridontomerus cyaneus is een vliesvleugelig insect uit de familie Torymidae. De wetenschappelijke naam is voor het eerst geldig gepubliceerd in 2006 door Jansta & Boucek.